# Sturnira burtonlimi
Sturnira burtonlimi és una espècie de ratpenat de la família dels fil·lostòmids. Viu a Costa Rica i Panamà. És un ratpenat de petites dimensions, amb una llargada total de 70–72 mm, els avantbraços de 44 mm, els peus de 14 mm, les orelles de 15 mm i un pes de fins a 19 g. S'alimenta de fruita. Com que fou descoberta fa poc, encara no se n'ha avaluat l'estat de conservació.